# Marcel Coraș
Marcel Coraș (ur. 14 maja 1959 w Aradzie)- rumuński piłkarz, reprezentant kraju grający na pozycji napastnika.

## Kariera klubowa
Nicolae urodził się w mieście Arad i w 1969 w tamtejszym zespole UT Arad rozpoczął swoją przygodę z futbolem. W 1976 przeszedł roczny trening w juniorach Vagonul Arad. Profesjonalną karierę piłkarską rozpoczął w 1977 w zespole seniorów UTA. W 1979 przyszła oferta od zespołu Politehnica Jassy, z której skorzystał. Po 2 latach powrócił do UT Arad. Pomógł drużynie powrócić do Ligi I. 
W 1983 został zawodnikiem Sportul Studențesc Bukareszt. Już w pierwszym sezonie został królem strzelców Ligi I z 18 bramkami na koncie. Po pięciu latach przeszedł do Victoria Bukareszt, w której w zaledwie 48 spotkaniach strzelił aż 40 bramek. W 1990 na kilka miesięcy powrócił do Sportulu. Jednak w tym samym roku zakupił go klub Panionios GSS. 
W 1991 ponownie był zawodnikiem Sportulu, z którego następnie wyjechał do Francji, by dołączyć do zespołu Aurillac FCA. Tam nie rozegrał nawet jednego spotkania, i powrócił do kraju do Universitatea Kluż. Sezon 1994/95 spędził w macierzystym UT Arad. Po tym sezonie zakończył karierę piłkarską. 
| Sezon   | Klub                         | Kraj    | Rozgrywki     | Mecze | Bramki |
| ------- | ---------------------------- | ------- | ------------- | ----- | ------ |
| 1977/78 | UT Arad                      | Rumunia | Liga I        | 25    | 6      |
| 1978/79 | UT Arad                      | Rumunia | Liga I        | 32    | 10     |
| 1979/80 | Politehnica Jassy            | Rumunia | Liga I        | 15    | 3      |
| 1980/81 | Politehnica Jassy            | Rumunia | Liga I        | 16    | 6      |
| 1981/82 | UT Arad                      | Rumunia | Liga I        | 28    | 11     |
| 1982/83 | UT Arad                      | Rumunia | Liga II       | 32    | 8      |
| 1983/84 | Sportul Studențesc Bukareszt | Rumunia | Liga I        | 31    | 18     |
| 1984/85 | Sportul Studențesc Bukareszt | Rumunia | Liga I        | 25    | 6      |
| 1985/86 | Sportul Studențesc Bukareszt | Rumunia | Liga I        | 32    | 13     |
| 1986/87 | Sportul Studențesc Bukareszt | Rumunia | Liga I        | 33    | 12     |
| 1987/88 | Sportul Studențesc Bukareszt | Rumunia | Liga I        | 32    | 7      |
| 1988/89 | Victoria Bukareszt           | Rumunia | Liga I        | 32    | 36     |
| 1989/90 | Victoria Bukareszt           | Rumunia | Liga I        | 16    | 4      |
| 1989/90 | Sportul Studențesc Bukareszt | Rumunia | Liga I        | 13    | 5      |
| 1990/91 | Panionios GSS                | Grecja  | Alpha Ethniki | 30    | 2      |
| 1991/92 | Sportul Studențesc Bukareszt | Rumunia | Liga I        | 26    | 4      |
| 1992/93 | Aurillac FCA                 | Francja | National 2    | 0     | 0      |
| 1992/93 | Universitatea Kluż           | Rumunia | Liga I        | 17    | 2      |
| 1993/94 | Universitatea Kluż           | Rumunia | Liga I        | 4     | 0      |
| 1993/94 | UT Arad                      | Rumunia | Liga I        | 23    | 2      |
| 1994/95 | UT Arad                      | Rumunia | Liga I        | 8     | 1      |

## Kariera reprezentacyjna
Coraș po raz pierwszy w reprezentacji Rumunii zagrał 17 listopada 1982 w meczu przeciwko reprezentacji NRD, przegranym 1:4. 
Został powołany przez trenera Mirceę Lucescu na Euro 1984. Wystąpił tam w spotkaniach z Hiszpanią, Niemcami (bramka) i reprezentacji Portugalią. Wystąpił w 7 spotkaniach eliminacji do Mistrzostw Świata 1986, jednak Rumunia nie zakwalifikowała się na turniej finałowy. 
Po raz ostatni w kadrze wystąpił 30 marca 1988 przeciwko reprezentacji NRD. Mecz zakończył się remisem 3:3. Łącznie w latach 1982–1988 zagrał w 36 spotkaniach reprezentacji Rumunii i strzelił 6 bramek.
| Mecze i gole w reprezentacji | Mecze i gole w reprezentacji | Mecze i gole w reprezentacji | Mecze i gole w reprezentacji | Mecze i gole w reprezentacji | Mecze i gole w reprezentacji | Mecze i gole w reprezentacji |
| #                            | Data                         | Miasto                       | Przeciwnik                   | Gol                          | Wynik                        | Rozgrywki                    |
| ---------------------------- | ---------------------------- | ---------------------------- | ---------------------------- | ---------------------------- | ---------------------------- | ---------------------------- |
| 1.                           | 17.11.1982                   | Karl Marx-Stadt              | NRD                          |                              | 1:4                          | towarzyski                   |
| 2.                           | 29.01.1983                   | Stambuł                      | Turcja                       |                              | 1:1                          | towarzyski                   |
| 3.                           | 02.02.1983                   | Larisa                       | Grecja                       |                              | 3:1                          | towarzyski                   |
| 4.                           | 09.03.1983                   | Târgu Mureș                  | Turcja                       |                              | 3:1                          | towarzyski                   |
| 5.                           | 01.06.1983                   | Sarajewo                     | Jugosławia                   |                              | 0:1                          | towarzyski                   |
| 6.                           | 10.08.1983                   | Oslo                         | Norwegia                     |                              | 0:0                          | towarzyski                   |
| 7.                           | 24.08.1983                   | Bukareszt                    | NRD                          |                              | 1:0                          | towarzyski                   |
| 8.                           | 07.09.1983                   | Kraków                       | Polska                       |                              | 2:2                          | towarzyski                   |
| 9.                           | 12.10.1983                   | Wrexham                      | Walia                        |                              | 0:5                          | towarzyski                   |
| 10.                          | 08.11.1983                   | Tel Awiw-Jafa                | Izrael                       | Gol                          | 1:1                          | towarzyski                   |
| 11.                          | 12.11.1983                   | Limassol                     | Cypr                         |                              | 1:0                          | El. Euro 1984                |
| 12.                          | 07.03.1984                   | Krajowa                      | Grecja                       | Gol                          | 2:0                          | towarzyski                   |
| 13.                          | 11.04.1984                   | Oradea                       | Izrael                       |                              | 0:0                          | towarzyski                   |
| 14.                          | 14.06.1984                   | Saint-Etienne                | Hiszpania                    |                              | 1:1                          | Euro 1984                    |
| 15.                          | 17.06.1984                   | Lens                         | Niemcy                       | Gol                          | 1:2                          | Euro 1984                    |
| 16.                          | 20.06.1984                   | Nantes                       | Portugalia                   |                              | 0:1                          | Euro 1984                    |
| 17.                          | 29.07.1984                   | Jassy                        | Chiny                        |                              | 4:2                          | towarzyski                   |
| 18.                          | 29.08.1984                   | Gera                         | NRD                          |                              | 1:2                          | towarzyski                   |
| 19.                          | 30.01.1985                   | Lizbona                      | Portugalia                   |                              | 2:3                          | towarzyski                   |
| 20.                          | 27.03.1985                   | Sybin                        | Polska                       |                              | 0:0                          | towarzyski                   |
| 21.                          | 03.04.1985                   | Krajowa                      | Turcja                       |                              | 3:0                          | El. MŚ 1986                  |
| 22.                          | 01.05.1985                   | Bukareszt                    | Anglia                       |                              | 0:0                          | El. MŚ 1986                  |
| 23.                          | 06.06.1985                   | Helsinki                     | Finlandia                    |                              | 1:1                          | El. MŚ 1986                  |
| 24.                          | 07.08.1985                   | Moskwa                       | ZSRR                         |                              | 0:2                          | towarzyski                   |
| 25.                          | 28.08.1985                   | Timișoara                    | Finlandia                    |                              | 2:0                          | El. MŚ 1986                  |
| 26.                          | 11.09.1985                   | Londyn                       | Anglia                       |                              | 1:1                          | El. MŚ 1986                  |
| 27.                          | 16.10.1985                   | Bukareszt                    | Irlandia Północna            |                              | 0:1                          | El. MŚ 1986                  |
| 28.                          | 13.11.1985                   | Izmir                        | Turcja                       | Gol                          | 3:1                          | El. MŚ 1986                  |
| 29.                          | 28.02.1986                   | Aleksandria                  | Egipt                        | Gol                          | 2:2                          | towarzyski                   |
| 30.                          | 02.03.1986                   | Aleksandria                  | Egipt                        |                              | 1:0                          | towarzyski                   |
| 31.                          | 26.03.1986                   | Glasgow                      | Szkocja                      |                              | 0:3                          | towarzyski                   |
| 32.                          | 23.04.1986                   | Timișoara                    | ZSRR                         |                              | 2:1                          | towarzyski                   |
| 33.                          | 03.02.1988                   | Hajfa                        | Izrael                       |                              | 2:0                          | towarzyski                   |
| 34.                          | 06.02.1988                   | Hajfa                        | Polska                       | Gol                          | 2:2                          | towarzyski                   |
| 35.                          | 23.03.1988                   | Dublin                       | Irlandia                     |                              | 0:2                          | towarzyski                   |
| 36.                          | 30.03.1988                   | Halle                        | NRD                          |                              | 3:3                          | towarzyski                   |

## Kariera trenerska
W sezonie 1996/97 Coraş był asystentem trenera Iona V. Ionescu w drugoligowym klubie UT Arad, a w kolejnym sezonie trenerem ligowych rywali FC Baia Mare. W sezonie 1998/99 Bihor Oradea. Natomiast latem 2000 został trenerem trzecioligowej Astra Trinity Arad. Klub został przemianowany na CS ACU Arad w 2002, a sezon 2002/03 zakończył awansem do drugiej ligi rumuńskiej. 
Coraş nadal był tam związany kontraktem na początku sezonu 2004/05, zanim wrócił do UT Arad jako dyrektor sportowy we wrześniu 2004. Od czerwca 2005 do 12 lipca 2005 oraz od 13 kwietnia 2006 do rezygnacji w dniu 12 maja 2006 pracował na stanowisku głównego trenera UT Arad.

## Sukcesy
Sportul Studențesc Bukareszt
- Król strzelców Liga I (1): 1983/84